# Бородастик золотогорлий
Бородастик золотогорлий (Psilopogon franklinii) — вид дятлоподібних птахів родини бородастикових (Megalaimidae).

## Поширення
Вид поширений на нижчих і середніх висотах Гімалаїв (північ Індії, Непал і Бутан), в М'янмі, Таїланді, Малайзії, на півночі Лаосу і В'єтнаму, в Південному Китаї. Населяє тропічні та субтропічні вологі ліси на висотах від 900 до 2700 м.

## Опис
Птах завдовжки 20-23 см, вагою 50-101 г. Оперення жовтувато-зелене, яскравіше на спинній сторонні, блідіші на черевній стороні. Крила та підхвістя насичено сині. Лоб багряний, горло помаранчеве. Навколоочне кільце чорне. Дзьоб чорний, ніжки зеленуваті.